# Banks-fenyő
A Banks-fenyő (Pinus banksiana) a fenyőfélék családjában a névadó tűnyalábos fenyő (Pinus) nemzetség Pinus alnemzetségében a Trifoliae fajcsoport  kéttűs fenyők (Contortae) alcsoportjának egyik tagja.

## Származása, elterjedése
Észak-Amerika északi részén nő.

## Megjelenése, felépítése
Mintegy 20 m magasra nő. Koronája szabálytalan.
2–4 cm hosszú, világoszöld tűlevelei párosával állnak.
Tobozai aprók.

## Életmódja, termőhelye
Az észak-amerikai tajga egyik erdőalkotó fája. Eleinte gyorsan nő, de már fiatalon termőre fordul, és ezután növekedése lelassul. Tobozai évekig a fán maradnak.
Teljesen télálló. Igénytelen; rossz talajokon is megfelelően nő.
Állománya stabil; védelme nem indokolt (IUCN).

## Felhasználása
Díszértéke csekély; kertészeti jelentősége alárendelt (Józsa).

## Képek

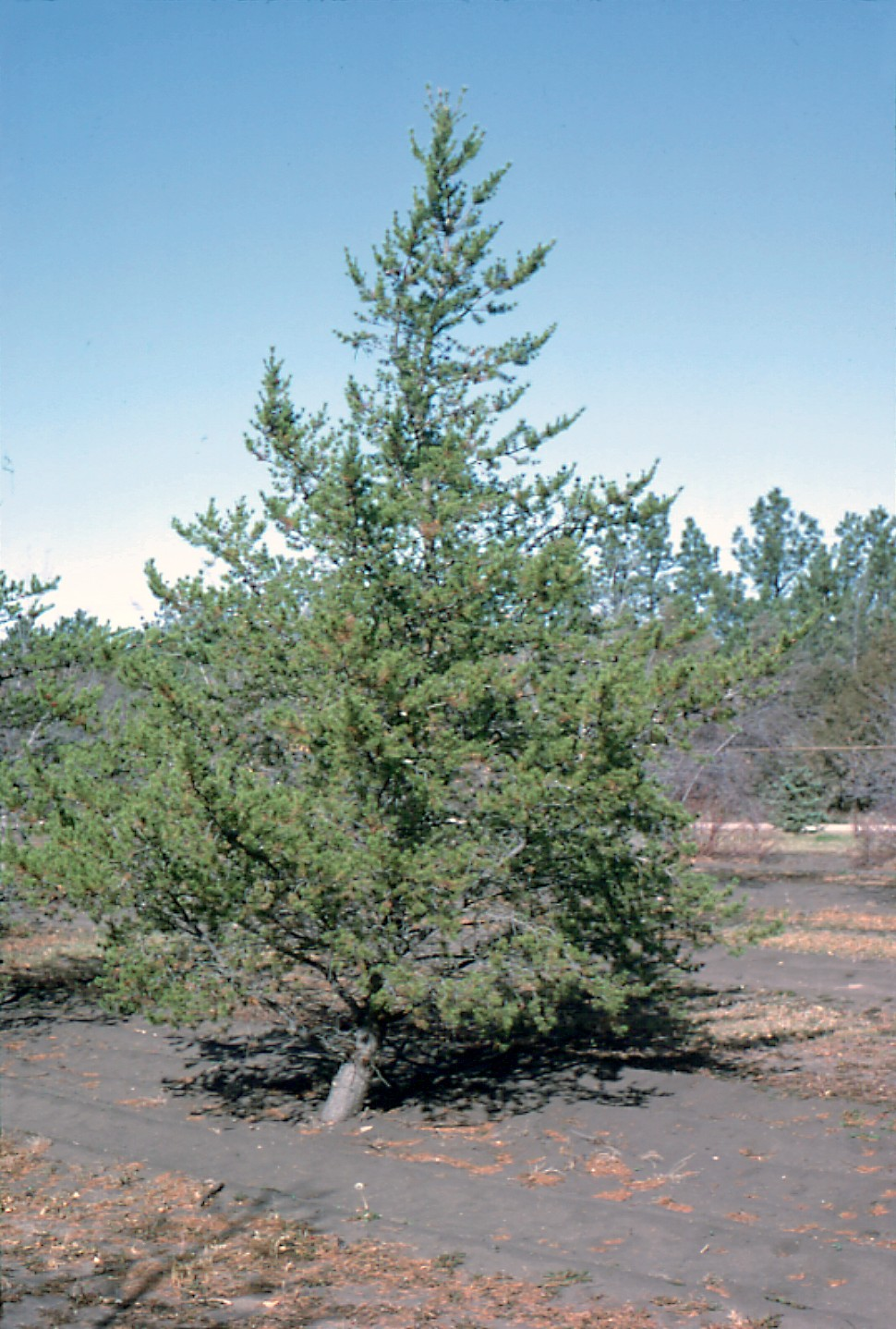
Magányos példány
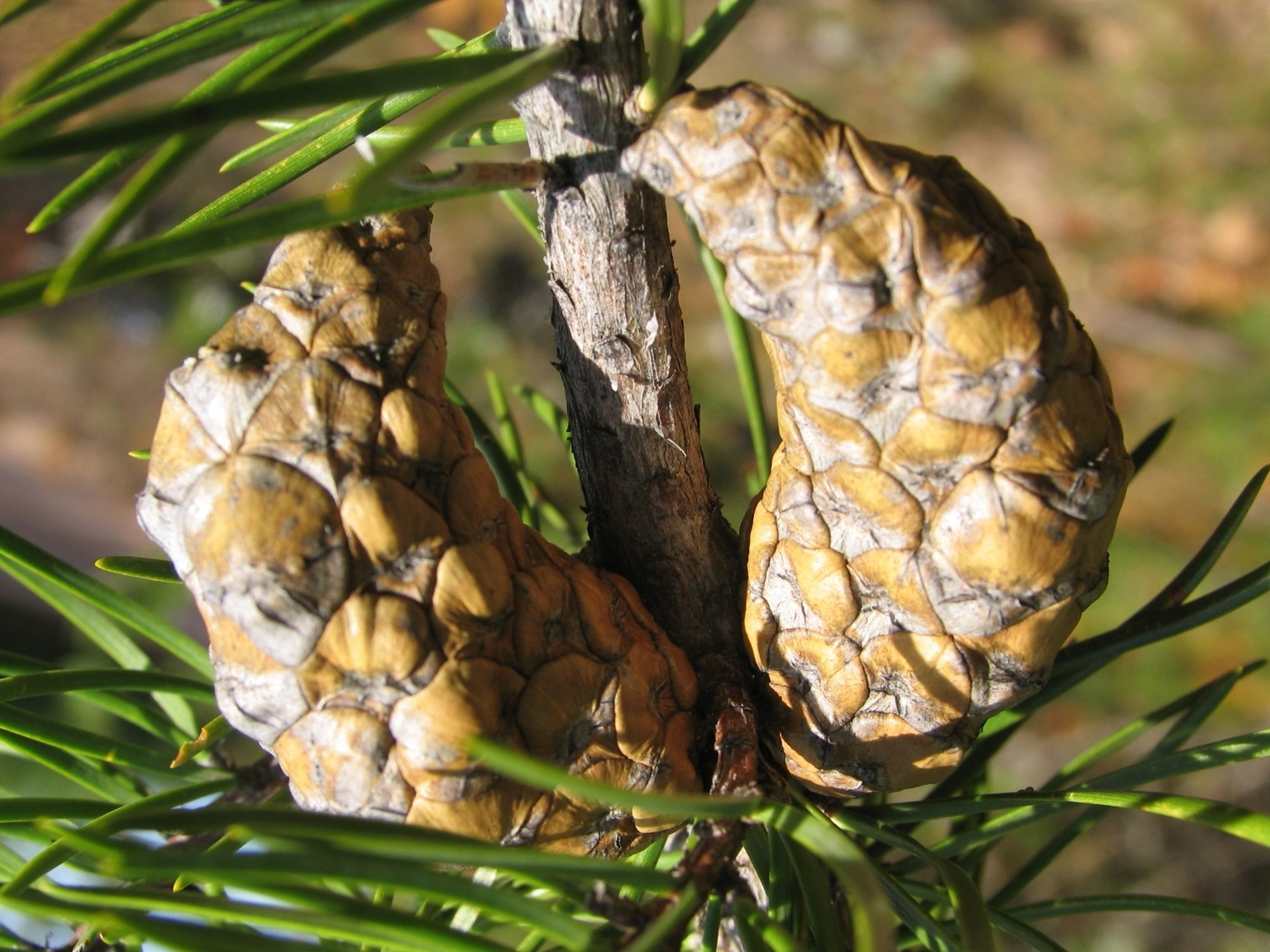
Éretlen tobozai
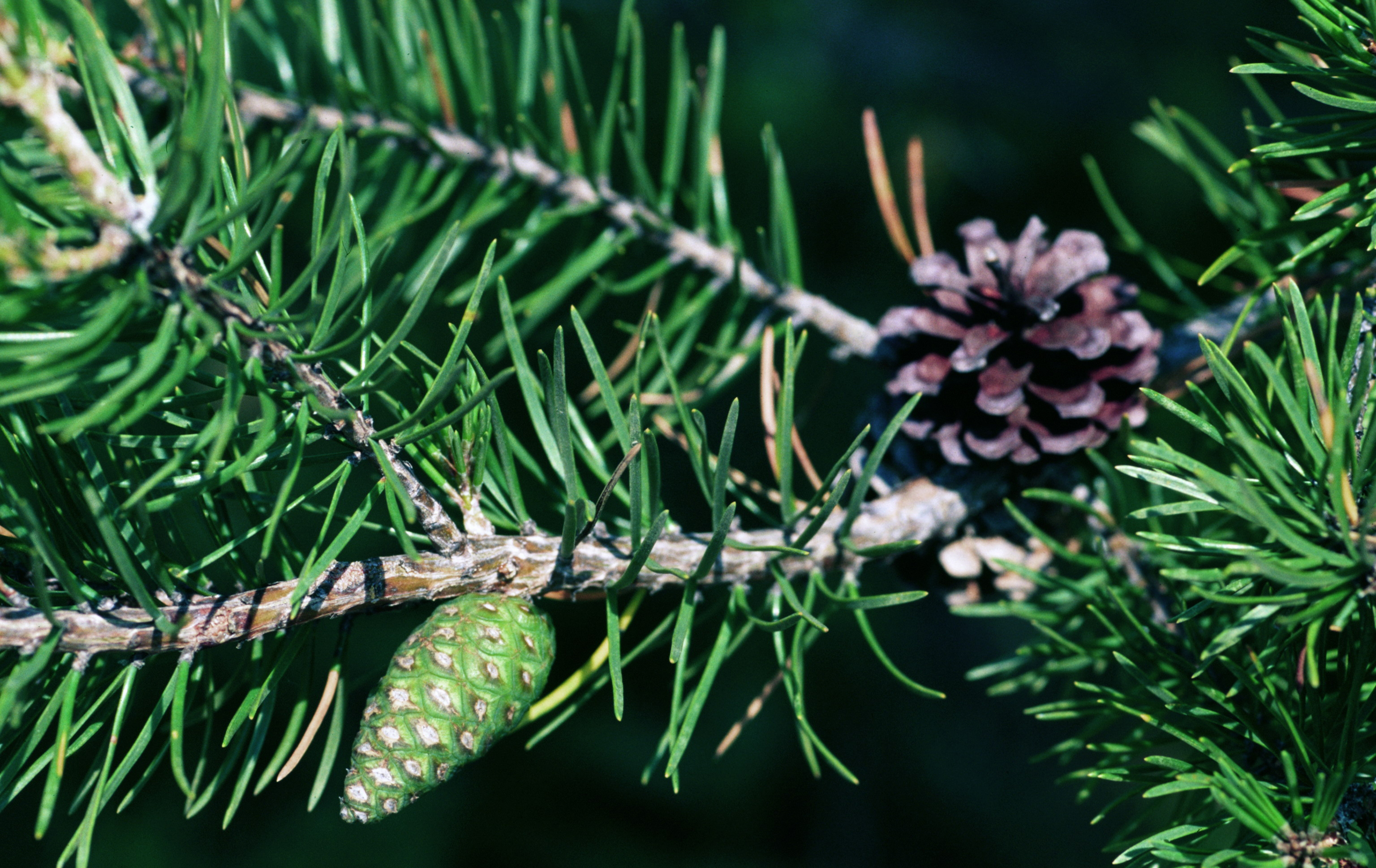
Érett és éretlen toboza
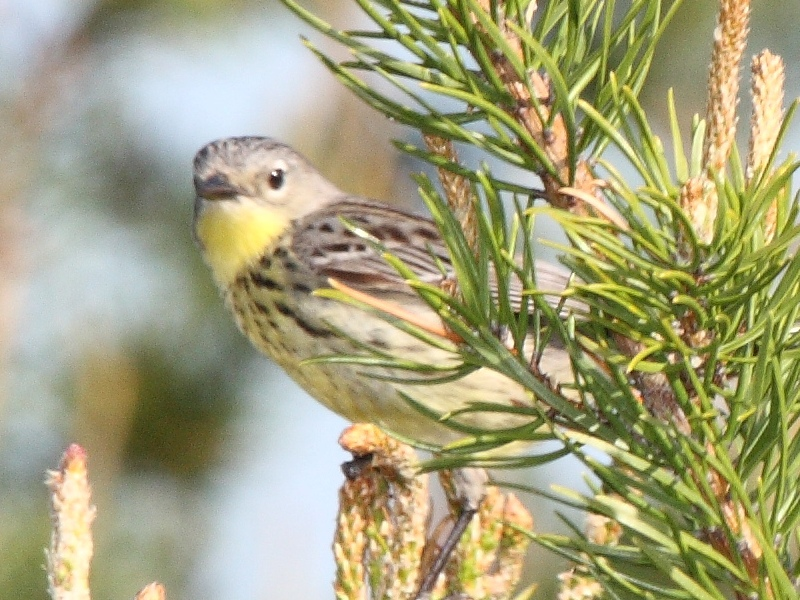
Kirtland-poszáta a Banks-fenyő ágán